# Micrurus proximans
Micrurus proximans este o specie de șerpi din genul Micrurus, familia Elapidae, descrisă de Worthington George Smith și Chrapliwy 1958. A fost clasificată de IUCN ca specie cu risc scăzut. Conform Catalogue of Life specia Micrurus proximans nu are subspecii cunoscute.